# オタコン
オタコン（Otakon、「オタク・コンベンション」の略）は毎年8月にアメリカ合衆国メリーランド州ボルチモアで開催される東アジアの文化を紹介するイベント。オタコンは北米における最大級のアニメイベントのひとつであり、ロサンゼルスで開催のアニメ・エキスポと並ぶ。名称のオタクにちなんでいる。

## 概要
第1回は1994年。2013年現在はオタコープ社が主催しており、2013年夏現在はボルチモア・コンベンションセンターで開催されている。2014年1月にラスベガスでも開催されることが決まっている。